# Myron Nettinga
Myron Nettinga (1967) é um sonoplasta estadunidense. Venceu o Oscar de melhor mixagem de som na edição de 2002 por Black Hawk Down, ao lado de Michael Minkler e Chris Munro.